# Bruce Bennett
Bruce Bennett   (Tacoma, 19 de maig de 1906 - Los Angeles, 24 de febrer de 2007), nascut Harold Herman Brix, va ser un actor de cinema i televisió estatunidenc, que de jove va ser un destacat atleta.

## Carrera esportiva
Nascut a Tacoma, Washington, va estudiar al Stadium High School, on es va graduar el 1924. A la Universitat de Washingtonm on es va llicenciar en economia, va jugar a futbol americà. També fou un destacat atleta. El 1928 va prendre part en els Jocs Olímpics d'Estiu d'Amsterdam, on guanyà la medalla de plata en la prova del llançament de pes. Va guanyar quatre títols consecutius de llançament de pes de l'AAU (1928–31), un títol de la NCAA (1927) i els títols en pista coberta de l'AAU de 1930 i 1932. El 1930 va establir el rècord mundial en pista coberta del llançament de pes amb 15,61 metres. El 1932 va llançar 16,07 metres, millor marca personal, però va fracassar a l'hora de classificar-se per als Jocs de Los Angeles.

## Carrera cinematogràfica
El 1931 MGM va adaptar les aventures de Tarzan d'Edgar Rice Burroughs per la pantalla i va escollir a Bennett per interpretar el personatge principal. Bennett es va trencar l'espatlla filmant la pel·lícula de futbol de 1931 Touchdown, de manera que Johnny Weissmuller va substituir a Bennett. Ashton Dearholt va posar a Bennett com a protagonista d'una pel·lícula en sèrie de Tarzan.
La película The New Adventures of Tarzan fou estrenada el 1935 per Burroughs-Tarzan i es presentà als cinemes com una sèrie de 12 capítols o una pel·lícula de set carrets. Un segon llargmetratge, Tarzan and the Green Goddess, va ser fou seleccioeditat a partir d'aquest metratge el 1938.
Va treballar en sèries i pel·lícules d'acció per a estudis de baix pressupost fins al 1939. En trobar-se sempre representant el personatge de Tarzan va decidir canviar el seu nom, Herman Brix pel de Bruce Bennett i va començar a treballar per Columbia Pictures. Va aparèixer a How High Is Up? amb The Three Stooges i The Spook Speaks. La seva carrera a la pantalla es va veure interrompuda per la Segona Guerra Mundial, quan va servir a la Marina dels Estats Units.
A les dècades de 1940 i 1950 va aparèixer a Sahara (1943), Mildred Pierce (1945), Nora Prentiss (1947), Camí fosc (1947), The Man I Love (1947), El tresor de Sierra Madre (1948), Undertow (1949), Mystery Street (1950), Angels in the Outfield (1951), Sudden Fear (1952), Strategic Air Command (1955) i The Alligator People (1959).